# فیری (نام تجاری)
فیری (به انگلیسی: Fairy) نام تجاری شوینده‌های ظرفشویی است که تحت مالکیت شرکت پروکتر اند گمبل قرار دارد.